# آرادو ال ۱
آرادو ال ۱ (به انگلیسی: Arado_L_I) یک هواگرد از نوع هواپیمای ورزشی ساخت شرکت آرادو فلوکتسایک‌ورک در آلمان است. هواگرد آرادو ال ۱ نخستین پروازش را در ۱۹۲۹ میلادی انجام داد. در مجموع، تعداد ۱ فروند از این هواگرد ساخته شده‌است.
طراح این هواگرد، هرمان هافمن مهندس آلمانی بود.